# Maria Eriksson
Maria Eriksson je švédská písničkářka, kytaristka a zpěvačka, známá především jako jedna ze zakládajících členek indie popových The Concretes, kde působí hlavně jako kytaristka. Mimo své pusobení v The Concretes, vydala dvě desky pod hlavičkou projektu Heikki, který dala dohromady s Jarim Haapalainenem z jiné švédské kapely - The Bear Quartet. V březnu 2007 se na trhu objevila její první sólová deska vydaná pod pseudonymem Santa Maria